# Carnicerito de Méjico
 (juin 2023).
 (janvier 2023).
José González López dit « Carnicerito de Méjico », né à Tepatitlán de Morelos (Mexique, État de Jalisco) le 19 mars 1905, mort à Vila Viçosa (Portugal, région de l’Alentejo) le 15 septembre 1947, était un matador mexicain.

## Présentation
Il commence sa carrière en Espagne en 1930, participant à sept novilladas d’affilée à Tetuán de las Victorias (province de Madrid). Il se présente à Madrid comme novillero le 5 août 1930 aux côtés de Luis Morales et de son compatriote Luciano Contreras, face à des novillos de la ganadería de Martín Alonso.
Il prend l’alternative à Murcie (Espagne) le 13 septembre 1931, avec comme parrain Domingo Ortega et comme témoin Jaime Noain face à des taureaux de la ganadería de Miura. Il confirme son alternative à Madrid le 18 du même mois avec comme parrain Manolo Bienvenida et comme témoin Domingo Ortega, face à des taureaux de la ganadería de don Celso Cruz del Castillo.
Il était considéré comme courageux  et habile, banderillero notable et bon estoqueador. De 1932 à 1935, il participe à entre 20 et 30 corridas par an. À partir de 1936 il ne torée quasiment qu’en Amérique latine, ne revenant en Europe que de manière occasionnelle.
Le 14 septembre 1947, dans les arènes de Villaviciosa, il est gravement blessé par le taureau « Sombreiro » en présence de Conchita Cintrón qui recueille ses dernières paroles et meurt à Villaviciosa le lendemain,. Son corps est transporté à Mexico et admis le 12 octobre au Panteón Español (es) de la capitale.